# La tigre del mare (film 1943)
La tigre del mare (We Dive at Dawn) è un film del 1943, diretto da Anthony Asquith.

## Trama
Seconda guerra mondiale. All'equipaggio di un sottomarino, dopo un periodo di pattugliamento, viene data una licenza di una settimana. Hobson ritorna a casa per cercare di salvare il suo matrimonio e anche Corrigan va incontro ai suoi problemi con la fidanzata. Alla fine della settimana, al sottomarino viene affidata una missione segretissima, quella di affondare la Brandeburgo, la nuova nave da guerra della Germania nazista, prima che questa possa passare il canale di Kiel per iniziare le prove in mare nel Baltico. Sulla rotta del sottomarino vengono a trovarsi tre piloti della Luftwaffe che, caduti in mare, si sono salvati salendo su una boa di salvataggio. Entrati in un campo minato, uno dei piloti, preso dal panico, rivela dove si trova effettivamente la Brandeburgo. Il comandante Taylor decide per una mossa disperata, quella di entrare nel Baltico, una zona di mare sotto controllo tedesco.
Colpita la Brandeburgo, il sottomarino si libera di tutti i suoi siluri e si immerge in profondità per cercare di sfuggire alle bombe dei cacciatorpediniere tedeschi. L'olio e i detriti che salgono alla superficie ingannano il nemico che crede di aver affondato il sottomarino. Ma il Sea Tiger, ora, non ha più il carburante necessario per poter rientrare in Inghilterra. Taylor pensa di abbandonare la nave sbarcando l'equipaggio in un'isola danese. Ma Hobson, che parla tedesco e conosce i luoghi, lo convince a mandarlo a terra con indosso la divisa di uno dei piloti alla ricerca del carburante. La sua missione ha successo e il sottomarino, dopo il rifornimento, può riprendere il mare per rientrare alla base. In Inghilterra, dopo essere stati accolti dai compagni come quelli che hanno affondato la Brandeburgo, ognuno può tornare alle proprie famiglie: Corrigan dalla fidanzata, Hobson dalla moglie e dai figli.

## Produzione
Il film fu prodotto dalla Gaumont British Picture Corporation e dalla Gainsborough Pictures.
Venne girato a Londra, nei Gaumont-British Studios di Lime Grove, Shepherd's Bush.

## Distribuzione
Distribuito dalla General Film Distributors (GFD), uscì nelle sale britanniche il 20 maggio 1943.
In VHS, fu distribuito sul mercato nel 1986 dalla Rank Video Library e nel 1990 dalla Pickwick Video. Masterizzato, la VCI Entertainment lo fece uscire negli USA in DVD.